# Sandra Smisek
Sandra Smisek (ur. 3 lipca 1977 we Frankfurcie nad Menem) – niemiecka piłkarka, zawodniczka 1. FFC Frankfurt i reprezentacji Niemiec, mistrzyni świata z 2003 i z 2007, mistrzyni Europy z 1997, z 2001 i z 2005, brązowa medalistka Igrzysk Olimpijskich w Sydney w 2000 i w Pekinie w 2008.